# Paul Richard Gallagher
Pour l’article homonyme, voir Paul Gallagher.
Paul Richard Gallagher, né le 23 janvier 1954 à Liverpool, est un prélat britannique. Membre des services diplomatiques du Saint-Siège, il est secrétaire pour les relations avec les États de la secrétairerie d'État depuis le 8 novembre 2014.

## Biographie
Paul Gallagher est ordonné prêtre par Derek Worlock, archevêque de Liverpool, le 31 juillet 1977. Il exerce son ministère à Fazakerley (en) avant d’intégrer l'académie pontificale ecclésiastique, école des diplomates du Saint-Siège. Il y obtient un doctorat en droit canonique et intègre les services diplomatiques du Saint-Siège au 1er mai 1984.
Il occupe alors différents postes dans les nonciatures apostoliques en Tanzanie (en), aux Philippines (en) avant de revenir travailler à la secrétairerie d'État à Rome et auprès du Conseil de l'Europe à Strasbourg.
Il part ensuite pour le Burundi où il est premier conseiller à la nonciature apostolique en 1997. Le 22 janvier 2004, il est nommé par Jean-Paul II nonce apostolique au Burundi et archevêque titulaire de Hodelm (de), diocèse historique situé en Écosse. Il reçoit la consécration épiscopale le 13 mars 2003 à Rome des mains du secrétaire d’État, le cardinal Sodano.
Le 19 février 2009, il est nommé nonce apostolique au Guatemala (en), puis le 11 décembre 2012, en Australie (en), le 30 avril 2013 il remet au gouverneur général d'Australie Quentin Bryce ses lettres de créances.
Le 8 novembre 2014, le pape François le rappelle à Rome comme secrétaire pour les relations avec les États, c'est-à-dire ministre des Affaires étrangères du Saint-Siège. Il assiste à la cérémonie de béatification de Stanley Rother (1935-1981) à Oklahoma City, le 23 septembre 2017, avec une cinquantaine d'autres évêques.
Sa devise épiscopale est « Marcher humblement avec Dieu » tirée du livre de Michée au chapitre 6.

## Succession apostolique
Paul Richard Gallagher a ordonné les évêques suivants :
- Évêque Columba Macbeth-Green (en), O.S.P.P.E. (2014)
- Archevêque Santiago de Wit Guzmán (2017)
- Évêque Vladimír Fekete (en), S.D.B. (2018)
- Archevêque Michael Francis Crotty (2020)
- Évêque Fabijan Svalina (en) (2021)

## Distinctions
- Chevalier grand-croix de l'ordre du Mérite de la République italienne‎ (18 avril 2015 sur proposition du président du conseil des ministres[5])
- Grand officier de l'ordre de l'Étoile de Roumanie (Décret du 30 avril 2015 du président Klaus Iohannis)[6]
- Grand-croix de l'ordre de l'Infant Dom Henri (23 avril 2016)[7]
- Officier de la Légion d'honneur (24 octobre 2022 par la ministre Catherine Colonna[8])
- Grand-croix de l'ordre de Manuel Amador Guerrero  (11 octobre 2023 par la ministre Janaina Tewaney[9])